# Rijkegemkouter
De Rijkegemkouter is een geklasseerd landschap tussen Tielt en Ruiselede, in de Belgische provincie West-Vlaanderen, waarvan de oorsprong teruggaat tot de negende eeuw.
De oudste vermelding van de naam Rijkegem stamt uit 1326. Prof. Willy van Ryckeghem schrijft de stichting van het domein toe aan de Viking Rikiwulf, die in de archieven van de Gentse Sint Pietersabdij vermeld wordt als Riculfus. Het toponiem Rijkegem is afgeleid van Rikiwulfingaheim, ook geschreven als Ricolwingaheim", de vestiging van het volk van Rikiwulf.